# Типовий вид
Типовий вид у біологічній систематиці — вид, який виступає як номенклатурний тип для роду. Типовий вид в усіх спірних ситуаціях виступає як єдиний об'єктивний носій даної родової назви.
Правила і рекомендації, які стосуються типових видів, сформульовані у відповідних кодексах: зоологічної та ботанічної номенклатури і номенклатури бактерій.
Явне та однозначне вказання типового виду стало загальноприйнятою практикою в кінці XIX століття. Типові види багатьох родів, виділених у XVIII — на початку XIX століть були визначені пізніше на основі правил відповідних кодексів.